# The Rivieras (Surf-Rock-Band)
The Rivieras waren eine US-amerikanische Surf-Rock-Band, die in den 1960er-Jahren insbesondere durch den Titel California Sun bekannt wurde.

## Geschichte
Die Band wurde 1962 in South Bend (Indiana), USA gegründet und trat zunächst unter dem Namen The Playmates auf. 1963 veröffentlichte sie unter dem Namen The Rivieras das Lied California Sun, das Henry Glover und Morris Levy ursprünglich 1961 für den Sänger Joe Jones geschrieben hatten. Die Single erreichte 1964 Platz 5 der US-Charts und gilt als der letzte große US-Erfolg, bevor die British Invasion die Regie über die US-Charts übernahm. In Deutschland platzierte sich der Song auf Platz 15 der Singles-Charts.
Noch vor dem Erfolg der Band mussten Sänger Marty und der Gitarrist Joe aufgrund ihrer Einberufung zum Militärdienst die Band verlassen. Der bisherige Manager der Band Bill Dobslaw übernahm den Gesangspart, Jim Boal und Willy Gaut die Gitarren. Es folgten mehrere kleinere Erfolge, bevor sich die Band 1965 trennte. 1980 kam es durch Fortson, Gean, und Nuss zu einer Reunion. 2000 gründeten Fortson, Pennell, and Dennert mit dem Keyboarder Kevin Szucsits unter dem Namen Wildcat eine Nachfolgeband.
Joe Pennell verstarb am 21. April 2011, Marty Fortson am 26. September 2012.
Weitere Coverversionen von California Sun erschienen unter anderem 1966 von Hal Blaine, 1967 von Tommy James & the Shondells und 1968 von Ola & the Janglers. Deutschsprachige Versionen erschienen 1964 von Benny Quick und 1971 unter dem Titel California Nacht von Mary Roos. Eine weitere Version des Singlehits California Sun erschien 1977 auf der B-Seite einer der ersten Singles der US-Punk-Band Ramones sowie auf deren 1977 erschienenem Album Leave Home. Auch die Rockband The Dictators veröffentlichte den Song auf ihrem 1975er-Debütalbum The Dictators Go Girl Crazy!. Im Jahr 1987 wurde die Fassung der Rivieras für den Soundtrack zum Film Good Morning, Vietnam verwendet.

## Diskografie

### Singles
- 1963: California Sun / Played On (Erste Auflage), H B Goose Step (Neuauflage)
- 1964: Let's Go To Hawaii / Lakeview Lane
- 1964: Rockin’ Robin / Battle Line
- 1964: Let’s Have a Party / Little Donna
- 1965: Whole Lotta Shakin’ / Rip It Up
- 1965: Somebody New / Somebody Asked Me
- 1965: Never Feel the Pain / Bug Juice
- 1965: Rockin’ Robin / Keep A Knockin’

### Alben
- 1964: Let’s Have a Party
- 1965: Campus Party